# هانس كريستيان مولر
هانس كريستيان مولر (بالألمانية: Hanns Christian Müller)‏ (و. 1949  م) هو كاتب سيناريو، ومخرج أفلام، وكاتب أغاني ألماني، ولد في ميونخ.

## جوائز
حصل على جوائز منها:

جائزة إرنست هوفيريتشر ‏ (1987)

## وصلات خارجية
- هانس كريستيان مولر على موقع IMDb (الإنجليزية)
- هانس كريستيان مولر على موقع مونزينجر (الألمانية)
- هانس كريستيان مولر على موقع ألو سيني (الفرنسية)
- هانس كريستيان مولر على موقع ميوزك برينز (الإنجليزية)
- هانس كريستيان مولر على موقع أول موفي (الإنجليزية)
- هانس كريستيان مولر على موقع ديسكوغز (الإنجليزية)
- هانس كريستيان مولر على موقع قاعدة بيانات الفيلم (الإنجليزية)
- هانس كريستيان مولر على موقع كينوبويسك (الروسية)